# Jeremy Glick
Jenemy Logan Glick (3/9/1970-11/9/2001) là một giám đốc bán hàng và tiếp thị, nổi tiếng vì đã cùng 5 người chống lại bọn không tặc trên Chuyến bay 93. Khi biết Chuyến bay 93 bị cướp, anh đã cùng với Todd Beamer ,Mark Bingham và Tom Burnett, lên kế hoạch và dẫn đầu hành khách chống lại và giành lại quyền kiểm soát trên máy bay, khiến cho bọn không tặc phải đâm máy bay xuống Stonycreek, Pennsylvania. anh ra đi ở tuổi 31. Tên của Glick nằm trên Đài tưởng niệm quốc gia ngày 11 tháng 9, cùng với tên của những hành khách khác trên Chuyến bay 93.

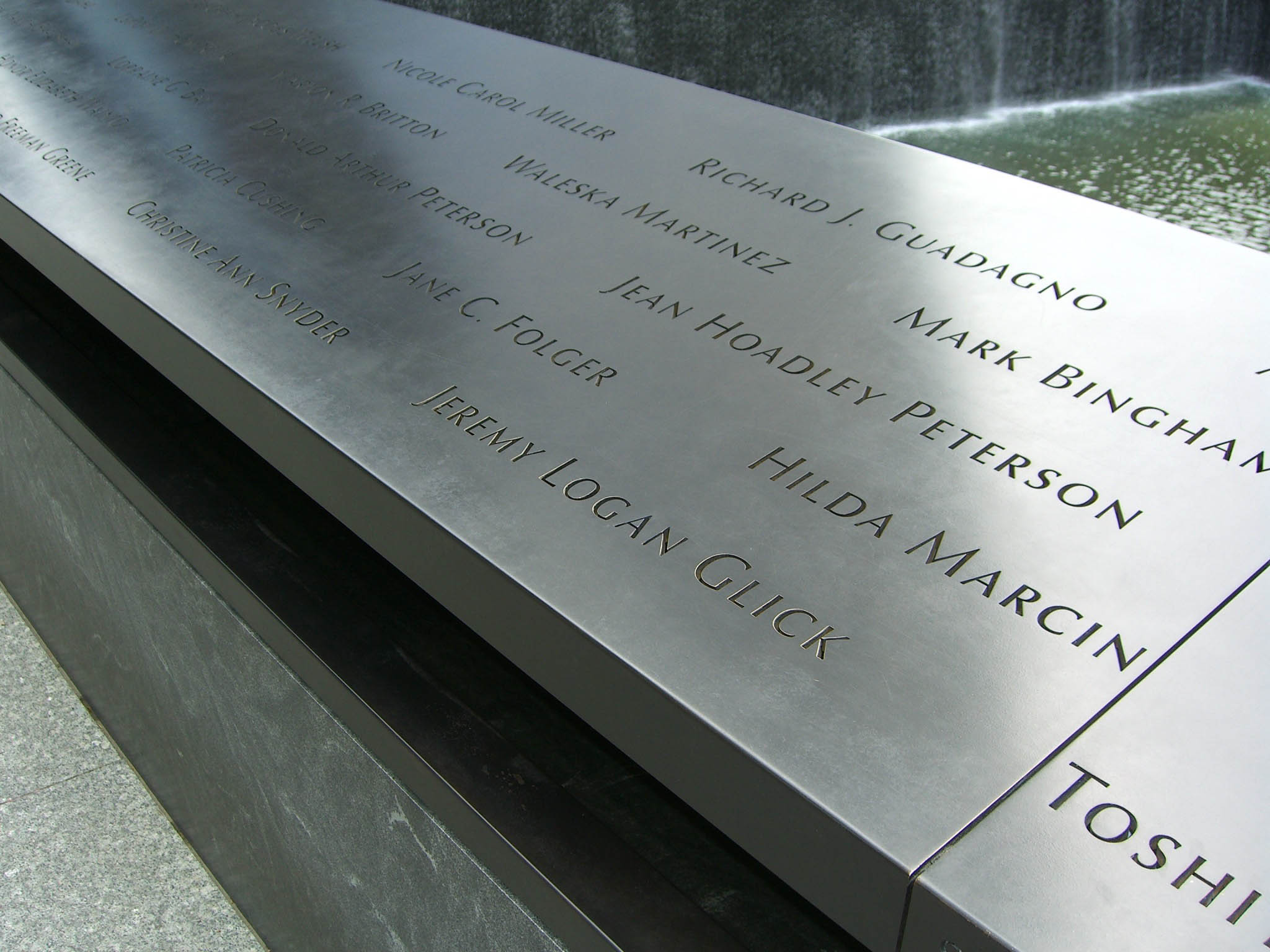
Tên của Jeremy Glick và Mark Bingham được nhìn thấy cùng với tên của những hành khách khác trên Chuyến bay 93.